# Discriminação contra pessoas de áreas rurais
Discriminação contra pessoas de áreas rurais, também chamada de discriminação rural ou estigma rural, representa um confronto entre populações rurais e urbanas, manifestando-se em diversas dimensões da vida cotidiana, incluindo aspectos sociais, culturais, laborais e econômicos. Essas circunstâncias surgem em um contexto de comportamentos caracterizados por desprezo, estigmatização, rejeição social, zombaria e ridicularização, entre outras atitudes adversas e negativas direcionadas a indivíduos que nasceram ou cresceram em um ambiente rural, como uma fazenda ou uma pequena aldeia.
Esses comportamentos discriminatórios podem ocorrer contra um indivíduo ou contra um grupo de pessoas apenas em razão de sua origem, bem como por seus modos, hábitos, tradições ou idiossincrasias que revelam diferenças em relação a pessoas ou grupos urbanos, podendo ser classificados como uma forma de choque cultural.

## Pessoas rurais em um ambiente urbano

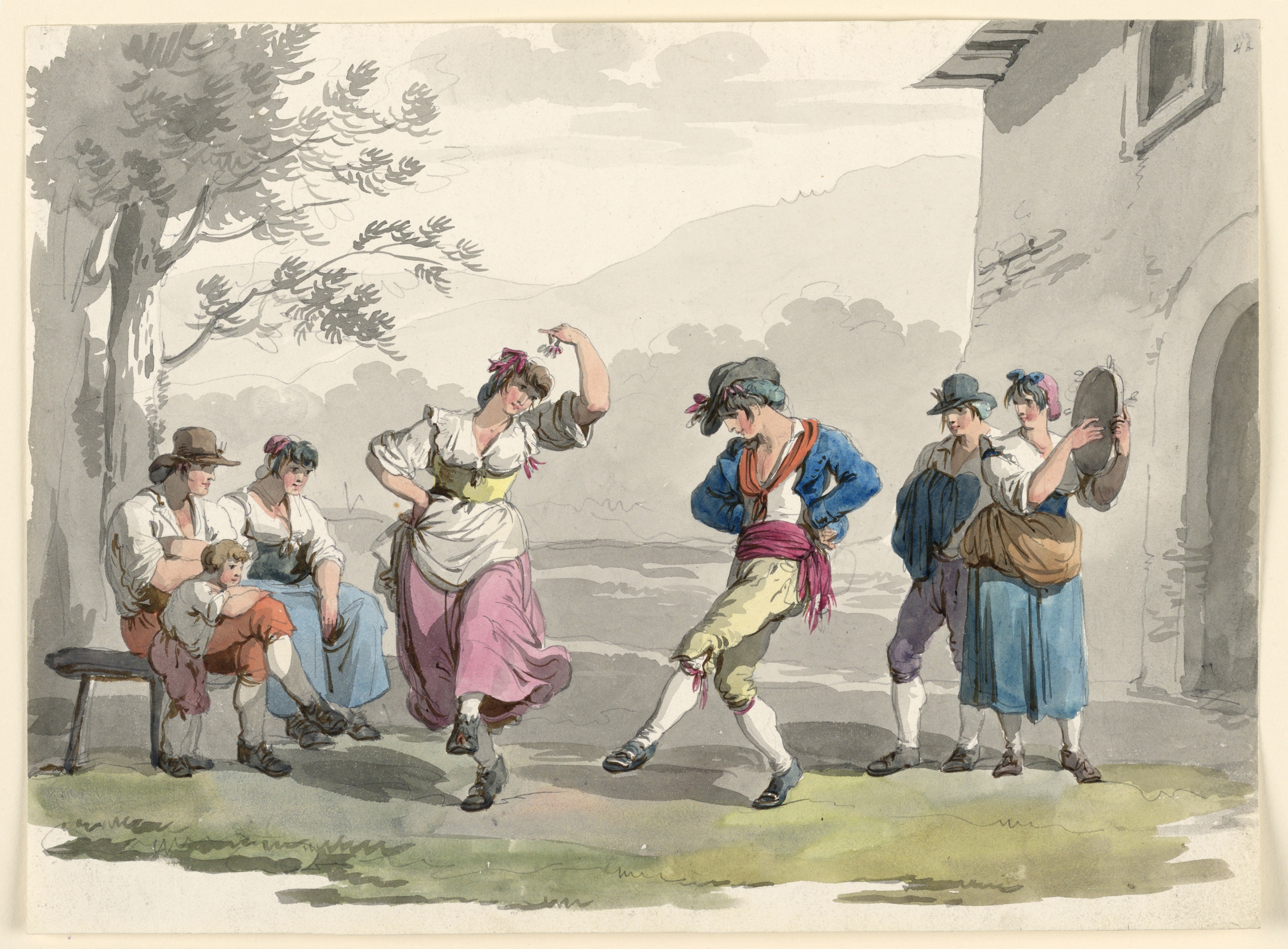
As famílias de origem camponesa que vivem em áreas urbanas mantiveram certas tradições, formando uma subcultura que perdura por gerações sucessivas

Como parte da migração rural-urbana, os habitantes de origem rural enfrentam condições desafiadoras e desvantajosas ao chegarem a uma grande aglomeração urbana. O conhecimento que possuem sobre agricultura ou pecuária torna-se obsoleto nesses espaços das grandes cidades, onde o campo de trabalho está amplamente voltado para o setor terciário.
A discriminação baseada na percepção de indivíduos como provenientes de áreas urbanas ou rurais pode variar significativamente dependendo do contexto. Por exemplo, em uma área metropolitana com uma população de 10 milhões, uma cidade com 1 milhão de habitantes pode ser vista como uma "cidade pequena", com todas as conotações negativas que isso acarreta sob a perspectiva do discriminador. Da mesma forma, em uma cidade de 1 milhão de habitantes, uma cidade com 300 mil pode ser considerada inferior em status, e esse padrão se repete em diferentes tamanhos populacionais. Dada essa heterogeneidade, pesquisadores geralmente utilizam a metodologia de estudo de caso para conduzir análises sobre o tema.
Além disso, as percepções sobre os habitantes rurais —tanto positivas quanto negativas— variam significativamente entre diferentes países. Isso abrange um espectro de visões que vão desde estereótipos negativos até representações idealizadas da vida e das comunidades rurais. 
O termo "narcisismo urbano", também chamado de "narcisismo geográfico", refere-se à tendência de indivíduos residentes em grandes cidades de se perceberem como mais avançados, sofisticados ou superiores em comparação com aqueles oriundos de cidades menores ou áreas rurais, unicamente com base em sua origem urbana.

## Subvalorização do conhecimento rural

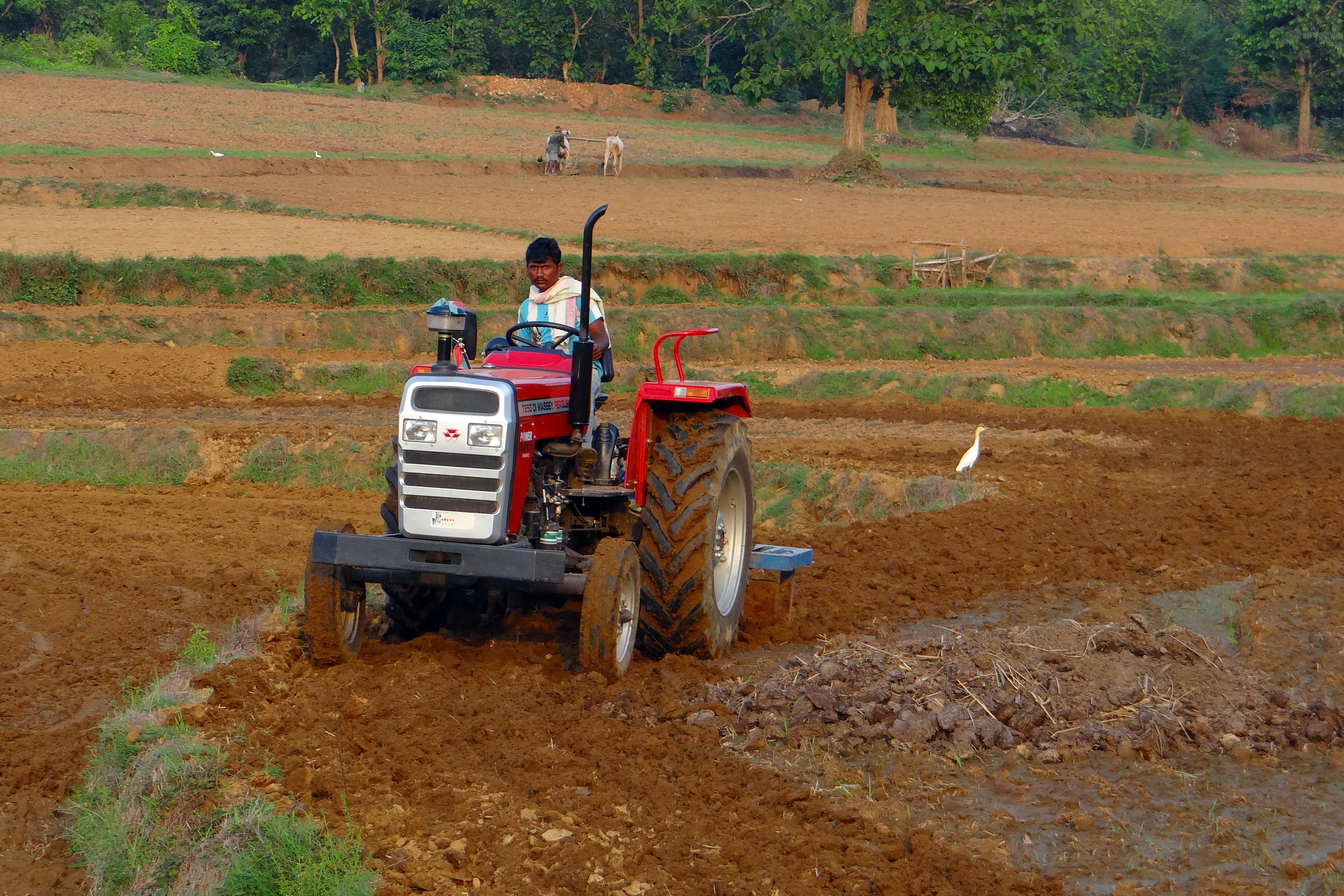
O conhecimento rural foi melhorado ao longo do tempo, abrangendo tanto tecnologias avançadas quanto técnicas tradicionais aprimoradas por gerações de prática.

Ao mesmo tempo em que existe uma idealização do meio rural por parte de alguns setores urbanos, paradoxalmente, um dos aspectos frequentemente discutidos da discriminação contra pessoas oriundas de áreas rurais é o baixo reconhecimento social do conhecimento adquirido em contextos rurais. Habilidades como o manejo de ferramentas agrícolas, o artesanato tradicional, a criação de animais ou o conhecimento dos ciclos naturais muitas vezes recebem pouco prestígio nos ambientes urbanos. Embora tais competências sejam essenciais na vida cotidiana rural, elas são por vezes percebidas nas sociedades urbanas como ultrapassadas, não qualificadas ou de menor valor.
Essa desvalorização das competências rurais pode se manifestar em diversas áreas da vida, incluindo o mercado de trabalho, a educação e as interações sociais. Indivíduos de origem rural podem experimentar que suas habilidades práticas ou experiências não são reconhecidas como “qualificações formais”, ainda que possuam valor funcional significativo. Na literatura acadêmica, esse fenômeno é por vezes descrito como uma expressão de lacuna de capital cultural entre populações urbanas e rurais.

## Interseccionalidade
A discriminação contra populações rurais não afeta a todos no campo da mesma forma. O conceito de interseccionalidade ajuda a compreender como pessoas em áreas rurais podem enfrentar múltiplas e sobrepostas formas de exclusão, baseadas não apenas no local onde vivem. Diversos fatores influenciam diretamente a discriminação, como a classe social, o grupo étnico, o gênero, a orientação sexual, assim como outras condições, entre elas a idade e as deficiências.

## Pejorativos

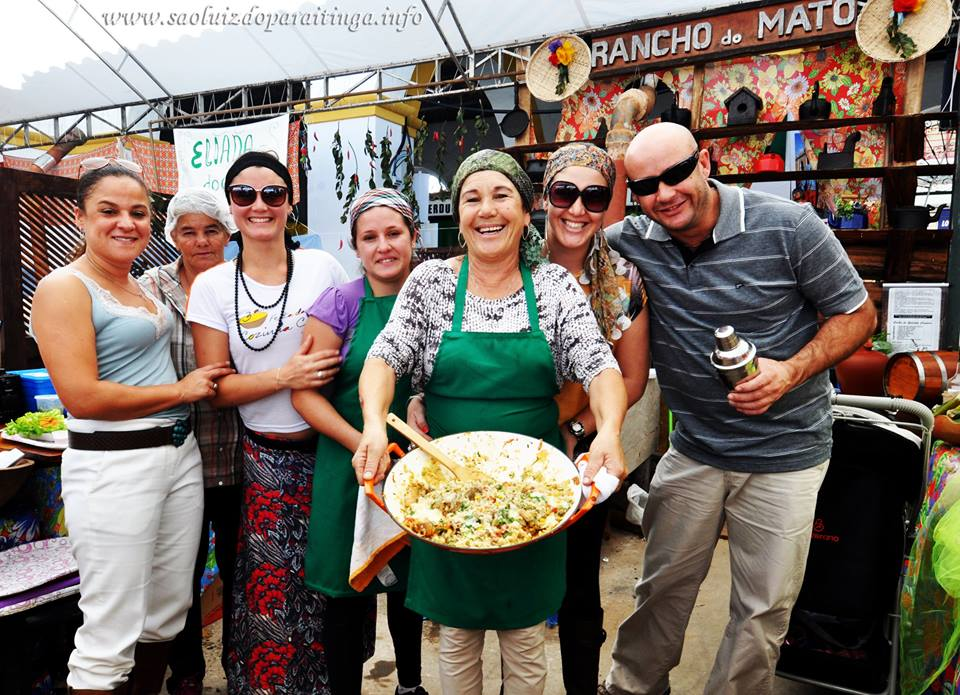
O aparecimento de uma "cultura caipira", que inclui elementos como a gastronomia e as artes, permeou o sentido historicamente depreciativo do termo nos espaços das grandes cidades, como o Rio de Janeiro e São Paulo.

Termos pejorativos para populações rurais são comuns em todos os idiomas e muitas vezes servem para reforçar estereótipos de atraso cultural, pobreza ou falta de sofisticação. Diferentes sociedades, em distintos países e regiões, possuem palavras em suas próprias línguas que, dependendo do contexto e da situação, são utilizadas de forma discriminatória em relação às pessoas provenientes de áreas rurais ou à cultura a elas associada. 

### Brasil
No Brasil, o termo caipira é utilizado para designar indivíduos oriundos de áreas rurais, especialmente do interior das regiões Sudeste e Centro-Oeste. Embora em certos contextos possa ser empregado de maneira neutra ou até identitária, associado à música caipira, à culinária e a tradições culturais do campo, em outros assume conotações pejorativas ou discriminatórias, servindo para estigmatizar pessoas consideradas “do interior”, com modos ou hábitos distintos da vida urbana. O uso depreciativo do termo reflete dinâmicas de oposição entre cidade e campo, marcadas por preconceito contra a origem geográfica e contra formas de sociabilidade rurais.

### Portugal
Em Portugal, existem termos que, dependendo do contexto, podem ser utilizados de forma depreciativa para designar pessoas de origem rural. Dois dos mais comuns são parolo e saloio. A palavra parolo é frequentemente empregada de modo pejorativo para caracterizar alguém considerado rústico, ingênuo ou com falta de sofisticação cultural, embora em alguns contextos possa ser usada de forma mais leve ou irônica. Já o termo saloio tinha originalmente um significado geográfico, referindo-se às populações rurais que habitavam a região em torno de Lisboa. Com o tempo, passou também a adquirir conotações negativas, sendo utilizado como sinônimo de provinciano ou pessoa com modos considerados pouco urbanos.